# 大村市立松原小学校
大村市立松原小学校（おおむらしりつ まつばらしょうがっこう、Omura City Matsubara Elementary School）は、長崎県大村市松原本町にある公立小学校。

## 概要
歴史
1874年（明治5年）に創立。数回の改称を経て、戦後の1947年（昭和22年）4月の学制改革の際に現校名となった。2009年（平成21年）に創立135周年を迎えた。
校区
住所表記で長崎県大村市の後に「沖田町、草場町、皆同町、今富町、野田町、重井田町、立福寺町、弥勒寺町、福重町、寿古町」が続く地域。中学校区は大村市立郡中学校。
教育目標
「根気・やる気・元気と感謝」
校歌
1964年（昭和39年）に制定。作詞は福田清人、作曲は伊藤英一による。歌詞は3番まであり、1番と3番に校名の「松原」が登場する。

## 沿革
- 1872年（明治5年）8月 - 学制の公布により、「寿古小学校」（寿古の読みは「すこ」）が創立。福重村・松原村が共同で寿古郷株田（現・大村市寿古町）の福重村庄屋跡に設立。最初の児童数は8名。
- 1873年（明治6年）
  - 2月19日 - 長崎県によって正式に開校が認可される。正式名称は「第五大学区第三中学区福重小学校」。児童数は48名（うち男子43、女子5）
  - 10月7日 - 福重小学校から分離し、「第五大学区第三中学区松原小学校」として独立。村内の旧庄屋を校舎とする。
- 1880年（明治13年）- 教育令の施行により、初等科（修業年限3年）を設置。「公立下等松原小学校」に改称。
- 1882年（明治15年）- 中等科（修業年限3年）を設置。「公立中等松原小学校」に改称。
- 1887年（明治20年）- 小学校令の施行により、「尋常松原小学校」と改称。入学資格を6歳以上の児童、修業年限を4年とする。
  - この当時は尋常小学校の4年間（現在の小1から小4に相当）が義務教育年限であった。
- 1889年（明治22年）4月 - 町村制の施行により、松原村立の小学校となる。
- 1893年（明治25年）- 「松原尋常小学校」と改称（「尋常」の位置が変わる）。
- 1898年（明治31年）- 竹松村に「郡[1]高等小学校」が設立される。竹松・福重・松原・萱瀬（かやぜ）の4村共同で運営される。 
  - 入学資格を尋常科を修了した10歳以上の児童、修業年限は最長で4年（現在の小5から中2に相当）であった。尋常小学校とは異なり、義務教育ではなかった。
- 1903年（明治36年）2月 - 校舎を増改築。
- 1907年（明治40年）- 小学校令の改正により、義務教育年限が4年から6年に延長される。そのため尋常科5・6年を「郡高等小学校」内に設置。
  - 旧・高等科1年が尋常科5年、旧・高等科2年が尋常科6年、旧・高等科3年が高等科1年、旧・高等科4年が高等科2年となった。
- 1912年（明治45年）4月1日 - 高等科を併設し、「松原尋常高等小学校」（尋常科6年・高等科2年）と改称。
  - 郡高等小学校が廃止され、同校に通学していた松原村の児童を収容。
- 1938年（昭和13年）5月 - 全校舎を改築。講堂が完成。
- 1941年（昭和16年）4月1日 - 国民学校令の施行により、「松原村国民学校」に改称。尋常科を初等科に改める（初等科6年・高等科2年）。
- 1942年（昭和17年）2月11日 - 村の合併により大村市が発足。これに伴い、「大村市松原国民学校」に改称。
- 1947年（昭和22年）4月1日 - 学制改革により、国民学校初等科が改組され、「大村市立松原小学校」に改称。 
  - 高等科は新設された大村市立郡中学校（新制中学校）に統合される。
- 1956年（昭和31年）7月20日 - 公民館と3教室が完成。
- 1957年（昭和32年）4月1日 - 大村市立松原幼稚園が併設される。
- 1958年（昭和33年）10月1日 - 完全給食を実施。
- 1963年（昭和38年）4月8日 - 武留路地区が東彼杵町から大村市に編入されたことにより、東彼杵町立千綿小学校から武留路地区の児童が転入。
- 1964年（昭和39年）12月10日 - 校歌を制定。
- 1965年（昭和40年）9月8日 - プールが完成。
- 1966年（昭和41年）3月7日 - 浜口クイ頒徳碑を建立。
- 1968年（昭和43年）8月19日 - 補助プールとスタンドが完成。
- 1972年（昭和47年）3月 - 鉄筋コンクリート造3階建ての新校舎（第一期工事）が完成。
- 1973年（昭和48年）
  - 2月28日 - 鉄筋コンクリート造3階建ての新校舎（第二期工事）が完成。
  - 3月11日 - 創立100周年記念式典を挙行。
  - 9月 - 給食の調理が新設の郡地区学校給食共同調理場で行われるようになる。
  - 6月5日 - カラーテレビによる放送施設を開局。
- 1974年（昭和49年）5月12日 - 体育館が完成。
- 1975年（昭和50年）2月8日 - 相撲場が完成。
- 1976年（昭和51年）
  - 2月3日 - ツツジ園が完成。
  - 3月14日 - 築山が完成。
- 1978年（昭和53年）
  - 7月14日 - 理科観察池が完成。
  - 12月19日 - 楽焼き窯室が完成。
- 1986年（昭和61年）9月8日 - 町名町界変更により学校住所が「大村市松原本町5番地1」に変更。
- 1989年（平成元年）
  - 2月16日 - 吉野桜が寄贈され、正門付近に植樹。
  - 8月29日 - 国旗掲揚台を設置。
- 1990年（平成2年）3月20日 - 飼育舎1棟を設置。
- 1991年（平成3年）8月 - 学校表示板を屋上に設置。
- 1992年（平成4年）8月 - 飼育舎・小鳥舎・砂場・池を設置。
- 1993年（平成5年）10月 - 校舎の大規模改造工事を実施。
- 1998年（平成10年）4月 - 教育用コンピューターを導入。
- 2006年（平成18年）4月1日 - 市立小中学校で二学期制が導入される。
- 2009年（平成21年）1月 - ビオトープが完成。
- 2010年（平成22年）
  - 8月 - 松原宿寺子屋塾放課後子ども教室を開設。
  - 9月 - 太陽光パネルを設置。
- 2011年（平成23年）10月 - 体育館の耐震工事を実施。
- 2012年（平成24年）11月 - 校舎の耐震工事を実施。
- 2013年（平成25年）8月 - 大村市内の学校給食共同調理場が統合され、大村市小学校給食センターが新設される。
  - これにより、市立小学校すべての給食が1ヶ所で調理されることとなった。

## アクセス
最寄りの国道・県道
- 国道34号

最寄りの鉄道駅
- JR九州大村線「松原駅」

## 周辺
- 大村市立松原幼稚園
- 松原保育園
- 長崎県警察大村警察署松原警察官駐在所
- 松原郵便局

## 著名な出身者
- 朝長孝介（元バレーボール選手）

## 参考資料
- 大村市の教育 平成25年度 (PDF)  - 大村市ウェブサイト
- 「大村市史 下巻」（1961年（昭和36年）2月11日発行、大村市役所）

## 関連事項
- 長崎県小学校一覧